# José Quintana
José Guillermo Quintana (ur. 24 stycznia 1989) – kolumbijski baseballista występujący na pozycji miotacza w Chicago Cubs.

## Przebieg kariery
W latach 2006–2011 grał w klubach farmerskich New York Mets i New York Yankees. W listopadzie 2011 podpisał roczny kontrakt z Chicago White Sox, w którym zadebiutował 7 maja 2012 w meczu przeciwko Cleveland Indians. Pierwsze zwycięstwo zanotował 25 maja 2012 w meczu przeciwko Indians.
W marcu 2014 podpisał nowy, pięcioletni kontrakt wart 47,5 miliona dolarów. W lipcu 2016 po raz pierwszy został powołany do AL All-Star Team w miejsce Danny'ego Salazara.
13 lipca 2017 w ramach wymiany zawodników przeszedł do Chicago Cubs.

## Nagrody i wyróżnienia
| Nagroda/wyróżnienie | Lata | Źródło |
| All-Star            | 2016 | [ 5 ]  |